# Yumiko Igarashi

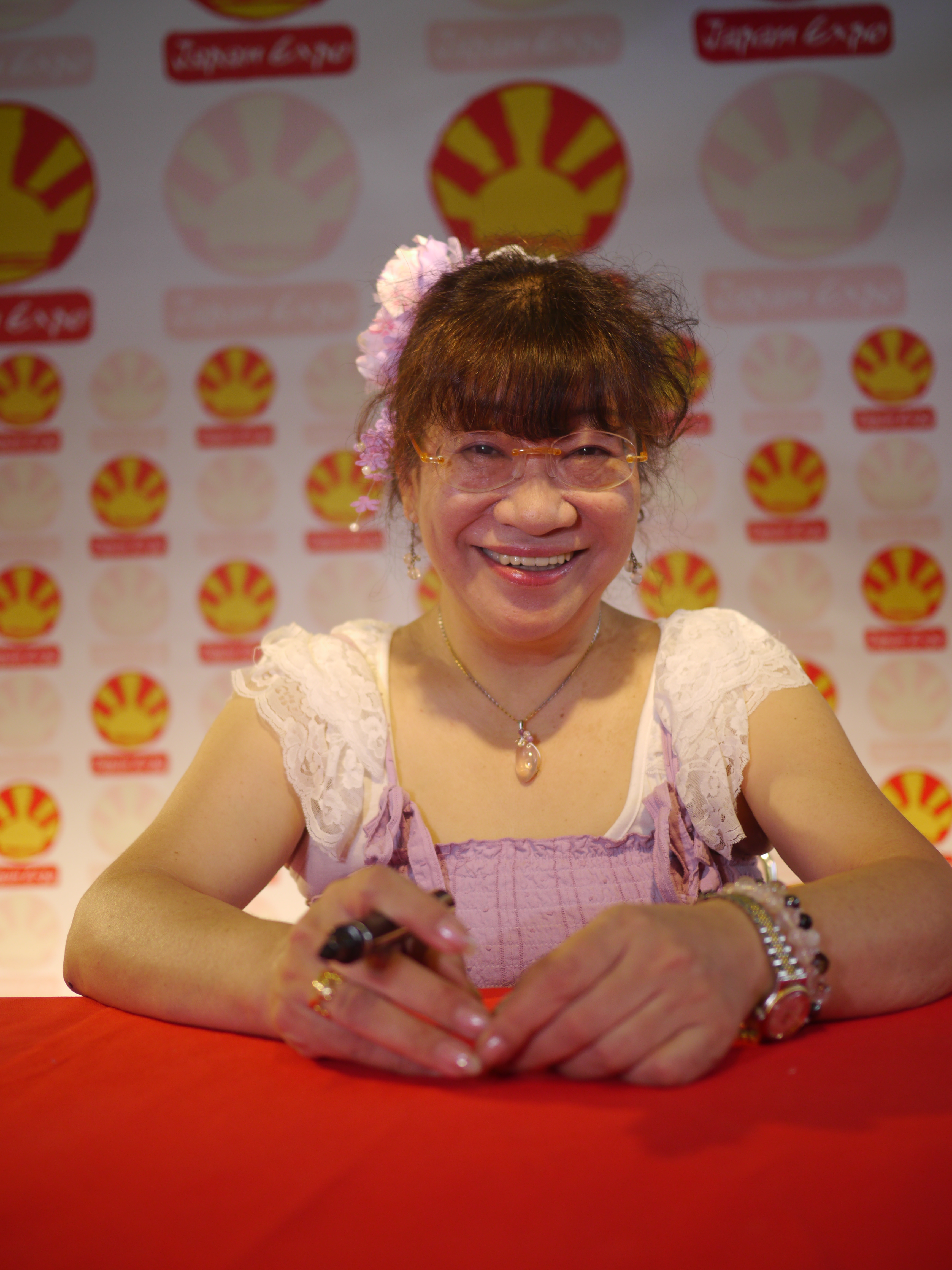
Yumiko Igarashi (2011)

Yumiko Igarashi (jap. いがらし ゆみこ, auch: 五十嵐 優美子, beides Igarashi Yumiko; * 26. August 1950 in Asahikawa, Hokkaidō) ist eine japanische Manga-Zeichnerin.

## Biografie

### Frühe Karriere
Während ihrer Schulzeit besuchte sie einen sechsmonatigen Kurs im Manga-Zeichnen. Osamu Tezuka und Shōtarō Ishinomori waren ihre Inspirationen. Zwei befreundete Mitschülerinnen Igarashis, die bereits etablierte Mangaka waren – Waki Yamato und Yōkō Tadatsu – zeigten einen noch nicht fertiggestellten Comic aus ihrer Feder ihrem Verlag. Als der Verlag ihr den Rat gab, den Comic fertigzustellen und ihn dann zuzuschicken, festigte sich bei ihr der Wunsch, als Manga-Zeichnerin zu arbeiten.
Ihren ersten Comic als professionelle Zeichnerin veröffentlichte sie schließlich 1968 mit Shiroi Same no iru Shima (übersetzt „Die Insel des weißen Hais“) in einer Sonderausgabe des Ribon, eines beim Shūeisha-Verlag veröffentlichten Manga-Magazins für Mädchen (Shōjo). Zunächst signierte sie ihre Werke mit dem Künstlernamen Hitomi Igakishi, veröffentlichte aber bereits nach dem Erscheinen weniger Werke unter ihrem richtigen Namen.
In den 1970er Jahren wechselte sie zum Kōdansha-Verlag und publizierte bei diesem vor allem im Nakayoshi-Magazin, für das sie Titel wie Atsuko no Ashita wa und Banzai-sensei schuf.

### Erfolge in den 1970er und 1980er Jahren
Der Durchbruch kam mit der Manga-Serie Candy Candy, an der sie von 1975 bis 1979 gemeinsam mit der Szenaristin Kyōko Mizuki für Nakayoshi arbeitete. Candy Candy ist mit einem Umfang von etwa 1700 Seiten in ursprünglich neun Sammelbänden ihr längstes und mit über dreizehn Millionen verkauften Exemplaren in Japan ihr erfolgreichstes Werk. In dem Manga, der auch eine 112-teilige Anime-Umsetzung nach sich zog und für den Igarashi 1977 den Kōdansha-Manga-Preis gewann, geht es um ein amerikanisches Mädchen, das in ein Waisenhaus abgegeben wurde, dort Freunde findet und ihre erste Liebe erfährt. Nach der Beendigung von Candy Candy folgten für Nakayoshi weitere Mangas von ihr wie die im Wilden Westen spielende Serie Mayme Angel und, erneut gemeinsam mit Kyōko Mizuki, Tim Tim Circus über eine jugendliche Trapezkünstlerin.
Mit Georgie!, diesmal in Zusammenarbeit Man Izawa, hatte sie einen weiteren Erfolg. Diese Serie, die wie Candy Candy als Zeichentrickserie verfilmt wurde, erschien von 1982 bis 1984 in ungefähr 800 Seiten im Shōjo Comic-Magazin des Shōgakukan-Verlages und danach in fünf Sammelbänden. Der Manga hat die Kindheit und Jugend des titelgebenden Mädchens auf einer Farm in Australien zum Thema. Mit Izawa schuf sie nach Georgie! Mangas wie Twinkle Star 2. Igarashi alleine kreierte die drei Sammelbände umfassende Serie Anne wa Anne für Kōdansha.
Gemeinsam mit Kaoru Kurimoto entstand für das Asuka-Magazin der Yuri-Manga Paros no Ken (übersetzt „Schwert des Paros“) über die homosexuelle Liebe zweier junger Frauen.

### Ladies’ Comics
Seit Ende der 1980er Jahre spezialisiert sich Igarashi nicht mehr auf Mangas für Mädchen und Jugendliche, sondern auf erwachsene Frauen und zeichnet damit sogenannte Ladies’ Comics oder Josei-Manga. Für diese Arbeiten schreibt sie ihren Namen nicht mehr, wie bei ihren Werken für eine jüngere Leserschaft, in Hiragana, sondern in Kanji. Magazine, für die sie in den 1990er Jahren arbeitete, waren beispielsweise Loving, Comic Val und Silky. Vor allem die Comics, die in Zusammenarbeit mit der Szenaristin Fumiko Shiba entstanden, waren erfolgreich (darunter Joō Seiten – Reine und Papa wa Okama-san).
Weiterhin setzte die Zeichnerin in den 1990er Jahren einige Klassiker der westlichen Literatur in Comicform um – Lew Tolstois Anna Karenina, William Shakespeares Romeo und Julia und Gustave Flauberts Madame Bovary sowie Lyman Frank Baums Der Zauberer von Oz, Lucy Maud Montgomerys Anne auf Green Gables und Johanna Spyris Heidi für eine jüngere Zielgruppe. Die Umsetzung von Anne auf Green Gables stellt mit fünf Büchern dabei die längste und bekannteste dar.
Der Verlag Ōzora Shuppan bringt seit 1998 Umsetzungen von Trivialromanen des amerikanischen Harlequin-Verlages in Manga-Form heraus. Seit den 2000er Jahren beteiligt sich Igarashi an dieser Bewegung.

### Kontroverse um Urheberrecht
In den 1990er Jahren war Igarashi negativ in den Medien, weil sowohl Kyōko Mizuki als auch Man Izawa ihr vorwarfen, das Urheberrecht von Candy Candy und Georgie! für sich allein zu behaupten. Das Urheberrechtsmanagement von Georgie! soll die Zeichnerin auf ihr Unternehmen I-Pro übertragen und dabei 80 % des Gewinns sich selbst und nur 20 % Izawa zugesprochen haben, während beide jeweils die Hälfte des Gewinns erhalten hatten, als die Rechte noch bei Shōgakukan lagen. In ausländischen Ausgaben von Georgie! war auf dem Titelbild nur Igarashis Name zu lesen, Izawas Mitautorenschaft nicht. Izawa klagte gegen die Zeichnerin und gewann den sich über mehrere Jahre hinziehenden Prozess am 21. Oktober 2001.

## Werke (Auswahl)
- Shiroi Same no iru Shima (白い鮫のいる島), 1968
- Atsuko no Ashita wa (敦子のあしたは), 1974
- Banzai-sensei (バンザイ先生), 1975
- Candy Candy (キャンディ・キャンディ), 1975–1979 (gemeinsam mit Kyōko Mizuki)
- Mayme Angel (メイミー・エンジェル), 1979–1981
- Tim Tim Circus (ティム▽ティム▽サーカス), 1981–1981 (gemeinsam mit Kyōko Mizuki)
- Georgie! (ジョージィ!), 1982–1984 (gemeinsam mit Man Izawa)
- Koronde Pockle (ころんでポックル), 1982–1983
- Magical Mami (まじかるマミー)
- Twinkle Star 2 (ティンクル・スター), 1984
- Anne wa Anne (アンはアン), 1985–1986
- Paros no Ken (パロスの剣), 1986–1987 (gemeinsam mit Kaoru Kurimoto)
- Totteoki no Seishun (とっておきの青春), 1988
- Nidome no Sayonara (二度目のさよなら), 1989 (gemeinsam mit Man Izawa)
- Sey Talk, 1990 (gemeinsam mit Fumiko Shiba)
- Tonari no Otoko (隣の男), 1991 (gemeinsam mit Fumiko Shiba)
- Joō Seiten – Reine (女王聖典–レイヌ–), 1991–1992 (gemeinsam mit Fumiko Shiba)
- Papa wa Okama-san (パパはオカマさん), 1993–1994 (gemeinsam mit Fumiko Shiba)
- Muka Muka Paradise (ムカムカパラダイス), 1993–1994 (gemeinsam mit Fumiko Shiba)
- Romeo to Juliette (ロミオとジュリエット), 1995 (nach William Shakespeare)
- Bird-sensei wa sugoi rashii (バード先生はすごいらしい), 1996–1997
- Shishi Katei wa Kiki Ippatsu (子子家庭は危機一髪), 1997 (nach Jirō Akagawa)
- Anna Karenina (アンナ・カレーニナ), 1997 (nach Lew Tolstoi)
- Madame Bovary (ポヴァリー夫人), 1997 (nach Gustave Flaubert)
- Akage no Anne (赤毛のアン), 1997–1998 (nach Lucy Maud Montgomery)
- Oz no Mahōtsukai (オズの魔法使い), 1998 (nach Lyman Frank Baum)
- Suzuran (すずらん), 1999
- Daisy May (デイジー・メイ), 2003 (nach Emma Darcy)
- Otona ni naru made (大人になるまで), 2003 (nach Ray Michaels)
- Oyome Samba (おヨメ・サンバ), 2003
- Princess ni Oteage (プリンセスにお手上げ), 2004 (nach Carla Cassidy)